# Michael A. Burstein
Michael A. Burstein (* 1970 in New York City, New York) ist ein US-amerikanischer Science-Fiction-Schriftsteller.

## Biografie
Michael A. Burstein wurde in New York City geboren und wuchs in Forest Hills im Bezirk Queens auf. Er besuchte die Hunter College High School in Manhattan und ging weiter zum Harvard College, wo er Mitglied der Harvard-Radcliffe Science Fiction Association war. Er absolvierte Harvard im Jahr 1991 mit einem Abschluss in Physik. 1993 erwarb er einen Master in Physik an der Boston University. 1994 besuchte Burstein den Clarion Workshop. 1995 studierte er Comic-Schreiben bei Dennis O’Neil an der School of Visual Arts in Manhattan.
Burstein hat als Lehrer für Naturwissenschaften auf allen Ebenen gearbeitet und wissenschaftliche Lehrbücher herausgegeben. Er hielt Vorträge bei verschiedensten Science-Fiction-Conventions, in Bibliotheken und vor Studenten des MIT und Harvard. Er ist aktives Mitglied des Science-Fiction Fandoms.
Burstein lebt mit seiner Frau Nomi in Brookline, Massachusetts. Ihre ersten beiden Kinder, Zwillinge, wurden 2009 geboren. Gemeinsam mit seiner Frau schrieb er die Kolumne Brookline Parent auf der Patch Media Website. Burnstein ist Präsident der SP3, einer Gesellschaft, die das Ziel hat Pluto in seiner Bezeichnung als Planeten zu erhalten. Die Gruppe der Astronomiebegeisterten gründete sich im Frühjahr 2006.

## Karriere als Schriftsteller
Burnsteins erste veröffentlichte Geschichte TeleAbsence erschien in der Juli-Ausgabe 1995 von Astounding. Sie wurde für den Hugo Award nominiert und von den Lesern von Astounding als beste Kurzgeschichte von 1995 gewählt. Zwei Jahre später gewann er den John W. Campbell Award als bester Newcomer auf der Worldcon 1997.
Im Laufe der nächsten Jahre wurde er mehrfach als Preisträger für den Hugo Award nominiert, so für Broken Symmetry, Cosmic Corkscrew, Kaddish for the Last Survivor, Spaceships, Paying It Forward, Decisions, Time Ablaze, Seventy-Five Years und TelePresence, zusätzlich für den Nebula Award und Theodore Sturgeon Award für Reality Check. Sein Kurzroman Sanctuary wurde von den Lesern des Astounding als bester Kurzroman 2005 gewählt und war nominiert für den Nebula.
Burnsteins Sammlung I Remember the Future: The Award-Nominated Stories of Michael A. Burstein wurde im November 2008 veröffentlicht. Im Februar 2010 wurde die Titelstory der Sammlung für die Nebula Verleihung 2009 als beste Kurzgeschichte nominiert wurde. Derzeit trägt Burstein Kolumnen zur Science-Fiction-Entertainment-Website SFScope bei.
Von 1998 bis 2000 war Burnstein Sekretär der Science Fiction and Fantasy Writers of America. Er saß der Nebula Verleihungsjury 2008 vor. Am 1. Januar 2014 trat er sein Amt als erster ständiger Präsident der Society for Advancement of Speculative Storytelling, Inc. (SASS) an. Nach einem Jahr trat er zurück. Seit 2014 ist Burstein Nachrichtenkorrespondent für den Jewish Advocate.

## Öffentliches Amt
Burstein ist gewähltes Mitglied der Gemeindeversammlung und Kurator der öffentlichen Bibliothek in der Stadt Brookline, Massachusetts. Am 8. Februar 2012 kündigte Burstein die Bildung eines Sondierungsausschusses im Repräsentantenhaus der Vereinigten Staaten im Namen der Demokraten im 4. Kongressbezirk von Massachusetts an, der aber nicht ins Leben gerufen wurde.

## Auszeichnungen
- 1997: John W. Campbell Award als bester Newcomer

## Bibliografie

### Romane
- nicht auf Deutsch erschienen. (amerikanisches Englisch: The Omega Egg (Part 16 of 17): Conversation with His Future Self. 2006.).

### Storysammlungen
- nicht auf Deutsch erschienen. (amerikanisches Englisch: I Remember the Future: The Award-Nominated Stories of Michael A. Burstein. 2008.).

### Kurzgeschichten
- The Spider in the Hairdo, 1997
- Cosmic Corkscrew, 1998
- In Space, No One Can Hear, 1998
- The Parallels of Penzance, 1998 (mit Stanley Schmidt)
- Hunger, 1998
- Nor Through Inaction, 1998 (mit Charles Ardai)
- Vanishing Tears, 1999
- The Quantum Teleporter, 2000
- Escape Horizon, 2000
- Debunking the Faith Healer, 2000 (mit Lawrence D. Weinberg)
- If Ben Franklin Had Gotten His Way, 2000
- Kaddish for the Last Survivor, 2000
- Cold Calculations, 2001
- Spaceships, 2001
- Bug Out!, 2001 (mit Shane Tourtellotte)
- The Great Miracle, 2001
- Reflections in Black Granite, 2002 (mit Mike Resnick)
- In Her Image, 2002
- Paying It Forward, 2003
- The New Breed, 2003
- Lifeblood, 2003
- Decisions, 2004
- Time Ablaze, 2004
- Seventy-Five Years, 2005
- Pedagogy, 2005
- Sanctuary, 2005
- Redemption in the Quantum Foam, 2006
- The Soldier Within, 2007
- Things That Aren't, 2007 (mit Robert Greenberger)
- The Wizard's Legacy, 2007
- Empty Spaces, 2008
- I Remember the Future, 2008
- Hope, 2010
- Gravity's Dance, 2013
- Sofer Pete, 2017 (mit Thomas Easton)

#### Einstein-Rosen Bridge
- Broken Symmetry, 1997
- Absent Friends, 1998
- Reality Check, 1999

#### Probability Zero
- Sentimental Value, 1995
- Heisenberg's Magazine, 1997
- The Cure, 1997
- Whose Millennium?, 2000
- The Turing Testers, 2000 (mit Joseph J. Lazzaro)

#### TeleAbsence
- TeleAbsence, 1995
- TelePresence, 2005